# Федоровське (Волоколамський район)
Федоровське  (рос. Фёдоровское) - село у Волоколамському районі Московської області Російської Федерації.
Муніципальне утворення — Волоколамський міський округ. У 2006-2019 роках органом місцевого самоврядування було сільське поселення Ярополецьке. Населення становить 6 осіб (2016).

## Історія
З 14 січня 1929 року входить до складу новоутвореної Московської області. Раніше належало до Волоколамського повіту Московської губернії. Належало до Волоколамського району до його ліквідації 9 червня 2019 року.
Сучасне адміністративне підпорядкування з 2019 року.

## Населення
| 1852 | 2002 | 2006 | 2010 | 2013 | 2014 | 2015 |
| ---- | ---- | ---- | ---- | ---- | ---- | ---- |
| 32   | ↘0   | →0   | ↗9   | ↘6   | →6   | →6   |
| 2016 |      |      |      |      |      |      |
| →6   |      |      |      |      |      |      |